# NGC 5089
NGC 5089 é uma galáxia espiral barrada (SBc) localizada na direcção da constelação de Coma Berenices. Possui uma declinação de +30° 15' 20" e uma ascensão recta de 13 horas, 19 minutos e 39,4 segundos.
A galáxia NGC 5089 foi descoberta em 13 de Março de 1785 por William Herschel.